# Kalocorinnis pulchella
Kalocorinnis pulchella är en insektsart som först beskrevs av Haan 1842.  Kalocorinnis pulchella ingår i släktet Kalocorinnis och familjen Prisopodidae. Inga underarter finns listade i Catalogue of Life.